# 김수용 (바둑 기사)
김수용(金秀勇, 1990년 4월 21일 ~ )은 대한민국의 바둑 기사이다.

## 약력
오규철 문하에서 바둑을 배웠다. 2004년 미추홀배와 학초배에서 우승했고 2005년 제6회 지역연구생 입단대회 1위를 통해 입단했다. 2006년 원익배와 제6기 오스람 코리아배 본선에 올랐다. 2007년 제11회 SK가스배 본선과 제7회 마스터즈 토너먼트에서 4강에 진출했다. 2008년 제12회 SK가스배 신예프로10걸전 본선과 제8회 오스람배 본선에 올랐다. 2010년 제2회 비씨카드배와 제29기 KBS바둑왕전, 제1기 olleh kt배 본선에 각각 진출했다. 2011년 4단을 거쳐 2015년 3월에 5단으로 승단하였다. 2016년 6단으로 승단했다.